# Château de Narcé
 (mars 2022).
Si vous disposez d'ouvrages ou d'articles de référence ou si vous connaissez des sites web de qualité traitant du thème abordé ici, merci de compléter l'article en donnant les références utiles à sa vérifiabilité et en les liant à la section « Notes et références ».
Le château de Narcé est un château situé à Loire-Authion (Brain-sur-l'Authion), en France.

## Localisation
Le château est situé dans le département français de Maine-et-Loire, sur la commune de Brain-sur-l'Authion, intégrée à la "commune nouvelle" de Loire-Authion.

## Description
Château de type angevin en tuffeau.
Aujourd'hui lycée professionnel et UFA avec diverses sections telles que la mécanique auto, la carrosserie, la menuiserie, la conduite d'engin ou la mécanique agricole (liste non exhaustive), accueillant environ 600 lycéens et 600 apprentis.

## Historique

### Origine du nom
« Narcé » est une propriété dont l'origine remonte au XIe siècle. Arnoul de Narcé (Arnufuls de Nevertio) avait épousé Ermengarde, fille d'un nommé Pignon, auquel le Comte Foulques Rechin avait donné une grande étendue de la forêt de Verrière. Il y bâtit une maison qui reçut le nom de la Pignonnière.
En 1151, il vendit cette propriété à Robert d'Arbrissel, le fondateur de l'abbaye de Fontevrault.
En 1301, Hugues de Narcé était chevalier de l'ordre militaire des Templiers qui avaient une commanderie à Brain-sur-l'Authion et qui le nommèrent commandeur. En 1305, Hugues de Narcé était maître de la milice du Temple en Anjou.
Le domaine de Narcé appartenait, dans les premières années du XVe siècle, à la famille Bernard d'Etian. Thibaut Bernard qui fut échevin d'Angers, mourut à Narcé le 24 septembre 1314. Élie Bernard, qui épousa le 19 septembre 1377, Charlotte du Bellay, fit sans doute reconstruire le manoir.
Le nom "de Narcé" évolue et s'orthographie de différentes manières :
Nivernis (1028), de Nevertio (1073), de Nevernecensis (1115), Nercey (1265), Narczay (1540)…

### XVIIesiècle
Il portait encore au XVIIe siècle, sculpté sur son portail, un écu écartelé d'argent et de sable à quatre rocs de l'un en l'autre et sur le tout d'azur à une fleur de lys d'or. Au-dessus un large pigeonnier carré devant une belle avenue de léards, à l'un des angles de la grande cour, une chapelle dédiée à sainte Marie-Madeleine, qu'une galerie reliait au logis.

### XVIIeetXVIIIesiècles- Successions diverses
Charles Laurent Aveline, secrétaire de l'Académie d'Angers, fit reconstruire le château vers 1775 par l'architecte Bordillon, au devant d'un superbe parc avec pièces d'eau et avenues.
Bertrand sieur du Platon, gentilhomme ordinaire du roi, y élevait en 1801 un troupeau de mérinos.

### XIXesiècle
1830 - 1837 (...) raffinerie de sucre de betteraves. Plus tard M. Segris, ministre de Napoléon III en fut le propriétaire.
Le château actuel fut édifié en 1880 sur l'ancienne construction qui avait brûlé. Il est construit sur la base d'un rectangle avec chapiteau, dans le style angevin. Au XIXe siècle, il était de mode d'ajouter de la brique.
La propriété avait été vendue en 1870 (à la suite de la réquisition d'une partie des terres par la société des Chemins de fer) par les Comtes de Narcé à un colonel d'infanterie marine qui planta des essences d'origines américaine et asiatique, encore présentes dans la propriété : séquoias, chênes verts, pommiers du Japon.

### XXesiècle
Jusqu'en 1938, propriété agricole : 400 ha de fruitiers, 100 salariés agricoles logés dans les environs. Ceci est attesté par des documents paroissiaux.
D'autre part, cette propriété est truffée de puits, réserves d'eau devant servir à l'arrosage des terres sablonneuses.
Fut réquisitionné de 1917 à 1919 pour servir d'hôpital de transit aux soldats américains blessés.
1938/1945 : la propriété fut louée à la société Ray, fabricant de poudre d'armement. Ainsi furent construits les premiers ateliers auxquels étaient adjointes des casemates actuellement entourées de terre.
En 1941, Pétain décrète que la jeunesse qui était « dans la rue » devait être formée. Il créa les chantiers de jeunes, ancêtres des établissements techniques.
1945 : Narcé devient centre d'apprentissage, avant de devenir CET (1954), puis LEP (1975), puis LP (1986) avec cette autre branche de formation : le CFA (1986).
1975 : date de construction des internats A et B, et du bâtiment d'enseignement général "D".
Restauration : les communs (1785) du château sont à l'inventaire des Monuments Historiques. Le "château" n'est pas classé. Le pigeonnier a été restauré suivant une technique de soudure très ancienne avec des plombs cassants.
gestion :
- 1947 : devient propriété de L’État ;
- 1966 : devient propriété de la commune ;
- 1983 : devient propriété de la région.

L'édifice est inscrit au titre des monuments historiques en 1975.

#### XXIe siècle
2006 : Construction de l'accueil, et des salles de restauration rapide, ainsi que de la salle de conférence.
2015 : Marque l'étude et lancement des chantiers de reconstructions et réhabilitation des ateliers de Narcé. La fin des travaux est prévue pour 2019, mais la pandémie de COVID 19; l'augmentation du coût des matières premières ; ainsi que la dépollution du site (présence d'huile, fibrociment amianté…) amèneront le chantier de construction à se poursuivre jusqu'en 2022. 13 000 m² de Narcé sont réaménagés. La région des Pays-de-la Loire finance ces nouveaux ateliers des lycéens et apprentis, pour un coût global est de 31,1 millions d'euros. Au 1er janvier 2019, la région ne gère plus l'apprentissage.1100 élèves et apprentis sont dans l'établissement.
2017 : Livraison du Gymnase, bâtiment à Haute Qualité Environnementale (HQE)
2018 : Construction du bâtiment X2 accueillant les sections canalisateurs et constructeurs de routes.
2019: Construction des bâtiments S-T et U accueillant la mécanique automobile, carrosserie et maintenance d'engins agricoles.
2021 : Construction et livraison des ateliers de menuiserie Bâtiment W. Les bâtiments d'enseignement général et historique ne font pas partie du programme de rénovation. Le château accueille des services administratifs, des logements de service de la direction de Narcé, ainsi que l'intendance du Lycée.
2023 : Livraison des derniers bâtiments H, I et J Accueillant des salles de cours, les ateliers de maintenance du lycée et une déchetterie